# Боровіхинська сільська рада
Борові́хинська сільська рада (рос. Боровихинский сельский совет) — сільське поселення у складі Первомайського району Алтайського краю Росії.
Адміністративний центр — село Боровіха.

## Населення
Населення — 8285 осіб (2019; 7903 в 2010, 7644 у 2002).

## Склад
До складу сільської ради входять:
| Населений пункт | Населення, осіб (2002) | Населення, осіб (2010) |
| --------------- | ---------------------- | ---------------------- |
| Боровіха, село  | 6765                   | 7037                   |
| Козачий, селище | 859                    | 845                    |
| Лісний, селище  | 20                     | 21                     |